# Cyclodium heterodon
Cyclodium heterodon är en träjonväxtart som först beskrevs av Heinrich Adolph Schrader, och fick sitt nu gällande namn av Moore. Cyclodium heterodon ingår i släktet Cyclodium och familjen Dryopteridaceae. Utöver nominatformen finns också underarten C. h. abbreviatum.